# Klestinszky László
Kliestinai Klestinszky László (Kassa, 1809. június 9. – Kassa, 1889. szeptember 30.) városi főbíró, ügyvéd, kritikus, színműíró és műfordító.

## Életútja
Klestinszky József, Abaúj vármegye házi- és adófőpénztárnoka, több megye táblabírája, kassai polgár, birtokos és Soóky-Tóth Zsuzsánna fia. Iskoláit szülővárosában végezte és előbb Kelcz István megyei első aljegyző mellett joggyakornokoskodott, utóbb Sáros megyében Szinyei-Merse László első alispán mellett mint tiszteletbeli esküdt működött. 1832. március 7-én Pesten ügyvédi oklevelet nyert; azután a megyét mint tiszteletbeli alügyész szolgálta az 1838-as tisztújításig; ez időtől ügyvédeskedett. Az 1842. tisztújításkor gróf Károlyi Lajos főispán őt megyei aljegyzőnek és a magyar irodalom terén szerzett érdemeiért, Dessewffy József gróf ajánlatára, táblabírónak nevezte ki; a csőd- és árvatörvényszék rendes jegyzője és a bűnfenyítő törvényszék rendes bírája volt; mindkét hivatalának ritka pontossággal és lelkiismeretességgel felelt meg, úgy hogy a megye rendei több ízben tiszteletdíjjal jutalmazták meg.
1848-49-ben megválasztották megyei bizottmányi tagnak és a honvédelmi bizottmány jegyzőjének. Felső-Magyarország városaiban (az 1830-as és 1840-es években) magyar műkedvelő társaságokat szervezett és így terjesztette az idegen ajkú határszéli városokban a magyar nyelvet. Roppant nehézségekkel küzdött és lépésről-lépésre harcolva, szorította ki a Felvidéken elszaporodott német színtársulatokat. Nagy népszerűségével és tekintélyével a környéken elősegítette a magyar színészetet, bérleteket eszközölt, pártolásra buzdított. Egy-egy színdarabja zsúfolt házat csinált, épp ezért még az elsőrendű színészek és színésznők is jutalomjátékukra tőle kértek színdarabokat. Lelkesedése oly határtalan volt, hogy amikor egy-egy városban már csökkent a pártfogás, mint műkedvelő elment Kassa környékén levő színtársulatokhoz és maga párszor föllépett, megtöltve a színházat. Hatalmas termetével, erőteljes hangjával, férfias szép alakjával és beszédes kifejező arcával a hős jellemszerepeket játszotta és a hírneves nagy színészek mellett is megállotta helyét. Játszott Dérynével, Ballánéval, Komlosynéval, Magda Luizával (Hubenayné), Barthával, idősebb Lendvayval, Egressy Gáborral stb. A kassai magyar színészetet 18 évi küzdelem után végre úgy plántálta be Kassára a téli időszakra, hogy kisded vagyonát feláldozva, Krönig német színigazgatótól a helyi engedélyt 300 pengő forintért megvette és ő maga szervezett magyar színtársulatot.
Igazgatása ideje éppen 1848-1849. nehéz időszakára esett, midőn a színészek hol játszottak, hol nem; Klestinszky is a 9. vörös sipkás kassai zászlóalj alakításában fáradozott, melynek hadipénztárnoka s depot-intendánsa lett. Néhány napig magyar sereg, majd ismét osztrákok váltakozva időztek a városban. Hol lojális, hol rebellis (így gúnyolódtak) színdarabot kívántak a színtársulattól; a honvédekké fölcsapott fiatal színészek helyett színésznők adták elő a fiatal férfi szerepeket. Klestinszky mindenre ráért, darabokat is írt a társulatnak, amint kívánták: lojálist, rebellist. Sok baja is volt ezért. 1848-ban három hónapig nemcsak a megye jegyzőségét is egyedül vitte, de mint nemzetőr is hasznos szolgálatokat tett, a jegyzőkönyveket éjjel a főőrhelyen fogalmazta és ezenkívül a játékrendről és a próbák rendes megtartásáról is gondoskodott. A német rendszer alatt újból az ügyvédi tollat vette kezébe. 1853-ban azonban az ügyvédeskedéstől eltiltatott és csak 1856-ban nyert újra engedélyt az ügyvédség folytatására. 1860. májusban Marx Vilmos akkori kassai Polizeidirektor őt mint a Széchenyihalom-egylet titkárát gonosz feladás következtében, elzáratta; csak negyednap szabadult meg. Ugyanez évben a kassai társalgási egylet őt bízta meg a Széchenyi István gróf arcképének leleplezési ünnepély, a Széchenyi-requiem, a szűkölködő horvátok segélyezésére adott táncvigalom, valamint az október 20-i diploma alkalmából rögtönzött estély rendezésével.
Az 1860. decemberi 18-ai megyei tisztújításkor tiszteletbeli tiszti főügyész és bizottmányi tag lett. Az 1861. évi városi tisztújításkor törvénykezési negyedik tanácsnoknak és 1867-ben első tanácsnoknak, 1870. október 13-án pedig városi főbírónak és törvényszéki elnöknek választották, mely állását 1872. január 1-ig viselte. Ekkor a városi főbírói hivatal és törvényszékek megszűntek és ő májusig mint árvaszéki elnök működött, amikor mint városi főbíró (300 forint évi nyugdíjjal) nyugalomba lépett. Szüleiről nem maradt vagyona, ő maga amit megtakarított, a színügyre áldozta. Élete utolsó napjait Kassán töltötte; míg ereje bírta, napi látogatója volt a színháznak, melyben 1883. november 22-én ötvenéves írói jubileumát is megünnepelte Csóka színtársulata. Vedress Gyula megható szavakban emlékezett meg az agg férfiú múltjáról és egy babérkoszorúban jelezte az elismerést. E bevezetés után Klestinszkynek A féltékeny férj című vígjátékát adták. Majd ágyban fekvő beteg lett, rokonaihoz szállították Rozgonyba és midőn itt is kifáradt az ápolás keze, a kassai közkórházba vitték, hol 1889. szeptember 30. meghalt.
Zsenge korától fogva nagy előszeretettel viseltetett a magyar irodalom és színészet iránt; 1826-tól 1849-ig majd minden pesti politikai és szépirodalmi lap rendes levelezője volt; cikkei, elbeszélései a Regélőben (1835., 1838-1840.), a Honművészben (1836-tól szini kritikák Kassáról), a kassai Szemlélőben (1836 II. Romeo és Julia Luigi da Porta után), a Világban (1841. 62. sz. Hirlapi névtelenségről és még valami), a Regélő Pesti Divatlapban (1843. III. félév, levél), a Pesti Divatlapban (1848. levél); a kassai Ábrázolt Folyóiratnak és Képes Ujságnak (1848) belső munkatársa volt. A Kaschau-Eperjeser Kundshaftsblattot mint főmunkatárs magyarosította és a Kaschauer Zeitungnak is munkatársa volt.

## Munkái
- A rozgonyi csata, vagy a véletlen viszont öszvetalálkozás. Eredeti Hazai Vitézi Játék 5 Felvonásban. Kassa, 1830. Online
- Szigetvár ostroma, 1530. Eredeti hazai dráma három felv. Az igaz szerelem, szomorú játék három felv. Uo. 1833.
- Kliestinai Klestinszky László eredeti színjátékjai. Első kötet. Kassa, 1836. (A boszszúló kard, szomorú-játék 4 felv., Ágnes, az árúlóné, víg-játék 1 felv., A titok, érzékeny játék 3 felv., A koczka vetés, vitézi néző játék 2 felv., mind előadattak Kassán; utóbbi Rozgonyban 1833. febr. 13. műkedvelőktől is előadatott.) Online
- Magyar játékszini zsebkönyv. Uo. 1839. (Ism. Honművész 14. sz.)
- A kassai magyar szinészet 1781-1877. 96 év. Uo. 1878.
- Zsedényi Ede. Emlékkoszorú. Uo. 1880.
- A hála és öröm napja. Képrege egy felvonásban. Rudolf cs. kir. főherczeg trónörökös ő fensége és Stefánia belga kir. herczegnő fenségének 1881. máj. 10. tartott egybekelésök után Budapestre máj. 18. történt bevonulásuk emlékének megünneplésére. Uo. 1881.

Színjátékai II. kötetére 1837-ben hirdetett előfizetést; ez azonban pártolás hiányában nem jelenhetett meg, tartalma lett volna:
- Az érdek, vagy csábítás és lemondás, nézőjáték három felv., előadták: Csábítás és lemondás címmel Kassán 1836. jan. 29.
- Fogadástétel, vagy a szerencsétlen vadászat, szomorújáték két felv.
- A szinészné, színjáték öt felv.

Még következő színművei ismeretesek, melyek Kassán adattak elő:
- A szerelem áldozatja, vagy Illok várának visszavétele, eredeti nemzeti vitézi játék négy felv., előadatott 1836. febr. 27.
- Forster testvérek, új dr. rajz öt felv. Planche után, 1838. márc. 23.
- Tévelygés és őrültség, színj. három felv. Lembert után, márc. 3.
- II. Ferdinánd, színj. Pichler Karolina után
- IV. Henrik ifjúkori szerelme, vagy a testvér gyilkos dr. Carnoni után öt felv.

Benkő még két színművéről emlékezik meg, de ezek címferdítésekből is származhatnak; Barátomért édes a halál és Erdővári Klára.